# سرگئی کولسنیکوف (دوچرخه‌سوار)
سرگئی کولسنیکوف (روسی: Серге́й Александрович Колесников؛ زادهٔ ۳ سپتامبر ۱۹۸۶) دوچرخه‌سوار اهل روسیه است.